# Haworthia serrata
Haworthia serrata är en grästrädsväxtart som beskrevs av Martin Bruce Bayer. Haworthia serrata ingår i släktet Haworthia och familjen grästrädsväxter. Inga underarter finns listade i Catalogue of Life.